# Seznam vojaških kratic na I
To je seznam vojaških kratic, ki se prično s črko I.

## Seznam
- IADS (angleško Integrated Air Defence System) označuje enoten sistem zračne obrambe.
- IAP (rusko Istevitel'nny Aviatsiya Polk) označuje Lovski letalski polk.
- ICBM (angleško Intercontinental Ballistic Missile) je kratica, ki označuje Medcelinska balistična raketa.
- ICM (angleško Improved Conventional Munution) označuje izpopolnjeno konvencionalno strelivo.
- ID
- IDF (angleško Israel Defence Forces) je kratica, ki označuje Izraelske oborožene sile.
- IED (angleško Improvised Explosive Device) označuje improvizirano eksplozivno napravo'.
- IFF (angleško Identification Friend or Foe) označuje Identifikacija Prijatelj ali sovražnik.
- IFV (angleško Infantry Fighting Vehicle) označuje oklepno bojno vozilo za prevoz pehote
- IG
- IJN (angleško Imperial Japanese Navy) označuje Japonska cesarska mornarica.
- ILKS je slovenska vojaška kratica, ki označuje Izpostavljena letalska komandna skupina.
- INŽB je slovenska vojaška kratica, ki označuje Inženirski bataljon.
- IPB (angleško Intelligence Preparation of the Battelfield)
- IPP (angleško Individual Partnership Program) je kratica, ki označuje Individualni partnerski program.
- IPW (angleško Interrogation of Prisoners of War) označuje zaslišanje vojnih ujetnikov.
- IRBM (angleško Intermediate Range Ballistic Missile) je kratica, ki označuje Notranjecelinska balistična raketa.
- IRSO je slovenska vojaška kratica, ki označuje Inšpektorat Republike Slovenije za obrambo.
- IRST (angleško Infra-red Search and Track označuje infrardeče iskanje in sledenje.
- ISTAR (angleško Intelligence, Surveilance, Target Acquisition, and Reconnaissance) označuje obveščevanje, opazovanje, pridobitev tarče in poizvedovanje.
- IW (angleško Individual Weapon) je kratica, ki označuje Osebno orožje.